# موتور ده سیلندر خطی

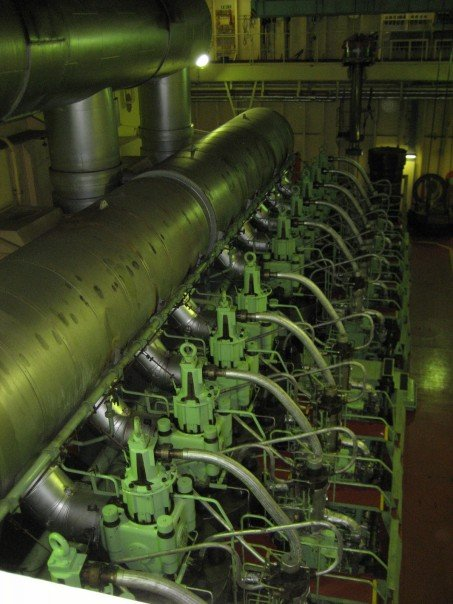

موتور ده سیلندر خطی (انگلیسی: Straight-10 engine) که به‌طور خلاصه تر ال۱۰ یا آی۱۰ هم نامیده می‌شود) یک نوع موتور درون‌سوز است که دارای ده سیلندر (موتور) است که در کنار هم به صورت خطی قرار گرفته‌اند.